# Норт Ферфилд (Охајо)
Норт Ферфилд (енгл. North Fairfield) град је у америчкој савезној држави Охајо.

## Демографија
По попису из 2010. године број становника је 560, што је 13 (-2,3%) становника мање него 2000. године.
| Група             | 2000.       | 2010.       |
| Белци             | 524 (91,4%) | 540 (96,4%) |
| Афроамериканци    | 0 (0,0%)    | 0 (0,0%)    |
| Азијати           | 2 (0,3%)    | 6 (1,1%)    |
| Хиспаноамериканци | 34 (5,9%)   | 5 (0,9%)    |
| Укупно            | 573         | 560         |